# Kozarska Dubica
Kozarska Dubica (szerbül: Козарска Дубица, korábban Bosanska Dubica), város és községközpont Bosznia-Hercegovinában, Bosanska krajina területén, a Szerb Köztársaságban. 

## Fekvése
Bosznia-Hercegovina északnyugati részén, Banja Lukától légvonalban 53, közúton 86 km-re északnyugatra, 98–101 méteres tengerszint feletti magasságban, az Una jobb partján, az Una és a Száva összefolyásától 10 km-re délnyugatra fekszik. A város 26 km-re található a Zágráb-Belgrád autópályától, a Nyugat-Európát Kelet- és Délkelet-Európával összekötő főúttól. A Dubica régió közigazgatási, politikai és kulturális központja, mely egy ipari övezet és új városnegyedek, Petra Pecije, Morava és Đolovi kialakításával az elmúlt években fokozatosan terjeszkedett keleti és délkeleti irányba. határának egy részét az Una folyó hordalékos terasza alkotja, mely Špiljától nyugaton kelet felé, a Moštanica folyó torkolatáig terjed, ahol szélessége valamivel több mint 2 km-t ér el. Tőle délre alapvetően a homok által épített, neogén homok- és mészkőmárgából, oolitos mészkövekből, márgás homokkőből álló, északi irányú általános lejtésű síkság terül el. Határának keleti részét a Dubicai-mező (Dubičko polje) alkotja.

## Népessége

### A község népessége
| Nemzetiségi csoport | Népesség 1991 | Népesség 2013 |
| ------------------- | ------------- | ------------- |
| Szerb               | 21728         | 18670         |
| Bosnyák             | 6440          | 2168          |
| Horvát              | 488           | 273           |
| Jugoszláv           | 1851          | 38            |
| Egyéb               | 1099          | 365           |
| Összesen            | 31606         | 21514         |

### A település népessége
| Nemzetiségi csoport | Népesség 1991 | Népesség 2013 |
| ------------------- | ------------- | ------------- |
| Szerb               | 5540          | 7992          |
| Bosnyák             | 6084          | 2055          |
| Horvát              | 288           | 177           |
| Jugoszláv           | 1329          | 25            |
| Egyéb               | 439           | 295           |
| Összesen            | 13680         | 10544         |

## Története

### Ókor
Az ókorban Európa nagy részét hatalmas tölgyerdők borították, és bizonyos, hogy ez a fafajta borította a mai Kozarska Dubica talaját is. A szlávok megérkezésével megkezdődött a település építése, amely a tölgy szláv nevéről („dub”) kapta a nevét. Erre emlékeztetnek a város címerében ábrázolt tölgyfalevelek is. 
Kozarska Dubica a Bosanska Krajina egyik legrégebbi települése, melynek azonban viharos múltja miatt nagyon kevés nyoma maradt. Az öt mérföldkő alapján, amelyeket Hrvatska Dubica környékén találtak, úgy tartják, hogy Sziszekből Dubicába már a római korban út vezetett. A kilométerkövek a Sziszek és az Ad Praetorium útállomás közötti távolságot mutatják, amely valószínűleg Boszniában, a mai Kozarska Dubica helyén állt. Dubicából az út Servitión (Gradiška) keresztül tovább kelet felé vezetett Sirmiumba (Sremska Mitrovica). Ezen a leletek mellett a Dubica környékén talált különféle római érmék is azt bizonyítják, hogy a mai Kozarska Dubica helyén római település lehetett, melynek neve Ad Praetorium volt.

### Középkor
A mai település területén 930-ban épült fel Dubica városa, amely megközelítőleg 20 km hosszan húzódott az Una mentén, de 1242-ben a mongol invázió során elpusztult. Dubica a középkorban Dubica megye központja volt és egy rövid időszak (1398-1402) kivételével végig a Magyar Királysághoz tartozott. Dubica megye Orbász, Szana és Mren megyékkel együtt Szlavón bánsághoz tartozott, amelynek akkori bánjai a Babonicsok voltak. Marko Veg történész szerint a vodicsai Babonicsok a 12. századtól uralták Dubicát. Dubica első írásos említése a 13. század elejéről való, amikor II. András kisebbik fia, Kálmán herceg uralkodott Szlavóniában. Kálmán herceg telepítette be Dubicát, és szabadságjogokkal ruházta fel, így Dubicát már ekkor szabad királyi városként és megyeszékhelyként említették. IV Béla is különféle kiváltságokat adott Dubicának, valószínűleg azért, mert Dubica a mongol invázió idején derekasan helytállt a hódítókkal szemben. A Horvát Királyság egyházi viszonyainak szabályozása érdekében Kálmán keresztes hadjáratokat vezetett a Boszniában akkor virágzó eretnekség ellen. 1237-ben Kálmán legyőzte Ninoszláv boszniai bánt, és uralma alá helyezte Boszniát. 

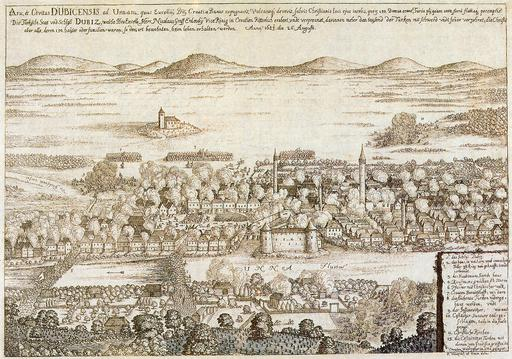
Dubica ábrázolása egy korabeli metszeten

 Az eretnekség elleni harcban Kálmánnak különféle egyházi rendek, köztük a domonkosok is segítettek, akikkel Kálmán felépítette a dubicai domonkos kolostort. A kolostor Dubicától délnyugatra helyezkedett el, és a törökök betörése során pusztult el. A domokosokkal csaknem egy időben pálosok is érkeztek a településre.
A középkorban Dubica a szomszédos régiók fontos kereskedelmi központja lett, ahova Horvátország, Magyarország és Csehország nagyobb városaiból érkeztek áruk. A sikeres áruforgalom és kereskedelem mellett a mezőgazdaság fejlődésének is igen kedvező feltételei voltak. A 14. századból származó több dokumentumban már két Dubicát említenek. Az Una jobb partján állt Felső- (Gornja) Dubica a mai Kozarska Dubica helyén, míg Alsó- (Donja) Dubica a mai Kozarska Dubicától 1 km-re délre feküdt. Dubica ekkor a zágrábi egyházmegye egyik főesperességének, három szomszédos megye: Dubica, Orbász és Szana főesperességének székhelye volt. Felső Dubicán 1244-ben Szűz Máriáról nevezett pálos templom és rendház állt, de ezt 1461 körül a török elpusztította. 1361-ben a Jeruzsálemi Szent János lovagrend rendháza, 1377-ben pedig Szent Miklósról nevezett domonkos rendház állt. Alsó Dubicán 1384-ben Szent Irén, 1402-ben pedig Szent Domonkosról nevezett templom állt.

### A török uralom
Ugyan Bosznia már 1463-ban török uralom alá került, Dubicát csak 1538. április 20-án hódították meg az oszmánok, amiután megalakult a Dubicai náhije, és megkezdődött a mecsetek és iskolák építése, ahová az oszmán tisztviselők és ulemák érkeztek. A török uralom alá kerüléséig a dubicai lakosság többsége katolikus volt. Az 1538-as események után ez az arány hirtelen megváltozott. A katolikus lakosság a megmaradt keresztény területek belsejébe vonul vissza, míg helyükre ortodox vlach és muszlim török lakosság költözött. A törököket a porta által részükre juttatott nagybirtok vonzotta, az ortodox lakosság pedig munkaerőként és martalócként (a török hadsereg segédcsapataként) szolgálta őket. Az erődben és az erőd melletti településen többnyire muszlim lakosság élt. Mivel a katolikusok az oszmán hódítás során elhagyták a területet, az oszmánok főként Szerbiából, Montenegróból és Kelet-Hercegovinából telepítettek be ortodox vlachokat. Az Una és a Száva menti területek meghódítása után az oszmánok kapitányság formájában katonai kormányzást szerveztek ezeken a területeken. A kapitányságok kisebb, szigorúan korlátozott (katonai szervezettségű) területek voltak, amelyek elválasztották az Oszmán Birodalmat a horvát földektől. Így jött létre a Gradiškai kapitányság, a Krupai kapitányság, és a Dubicai kapitányság, mely a legrégebbiek között szerepel. A Dubicai kapitányságot 1611-ben említik először a források, de valószínűleg már jóval korábban is létezett. Dubicán az első kapitányok a Šerić családból származtak. Ők irányították a kapitányságot 1611-től 1687-ig. Utódjuk a Cerić család lett.

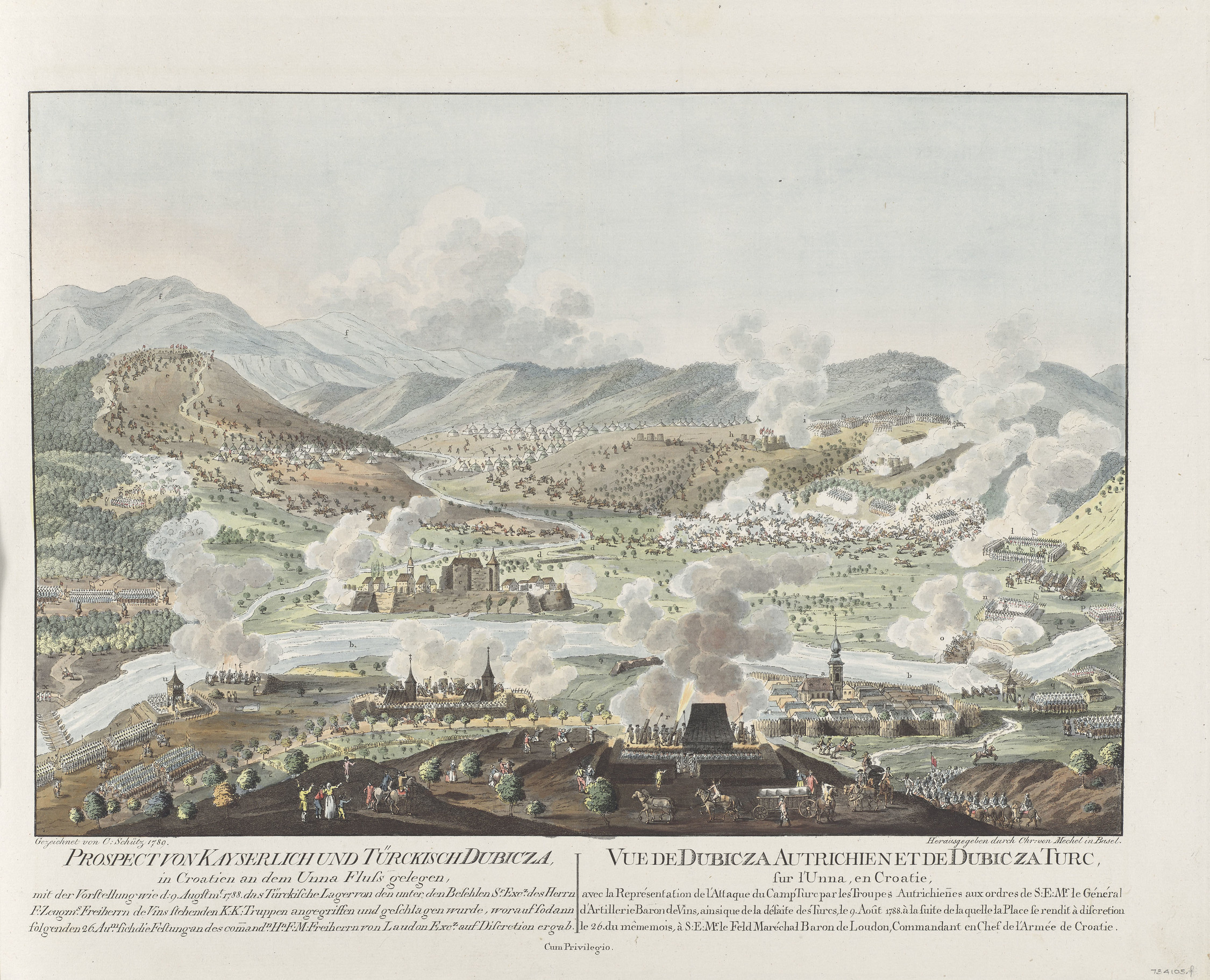
Dubica erődjének öt hónapig tartó császári ostroma 1788-ban

Viszonylag kevés olyan forrás van, amely a 16., 17. és 18. században leírja Dubica városának korabeli kinézetét. Ljubo Mihić a Kozara című könyvében megemlít egy érdekes forrást a 17. század harmincas éveiről, amely szerint Dubica kis jelentőségű város, az erőd belsejében több mint 10 ház lehet, kívül pedig körülbelül 40 ház áll. Azt is elmondja, hogy belül és az erődön kívül pedig körülbelül 200 harcos van több agával és egy kapitánnyal. Evlija Cselebi, a 17. századi utazó 1660 körül járt Dubicában. Ő úgy írja le, hogy a város az Una folyó partján fekszik, szilárd anyagból épült, de nagyon kicsi. Van egy városparancsnoka körülbelül 150 katonával és egy lőszerraktár. Az erődben száztíz deszkás ház áll, itt áll Szulejmán kán mecsetje, mellette egy vizesárok és egy függőhíd található. Van egy 1685-ös kép, amely Dubica ostromát mutatja be. A kép egy ismeretlen szerzőtől származik, de ahogy feltételezik, a szerző kortársa az általa ábrázolt eseményeknek. Hašim Šerić szerint, akit a „Bosnyák Dubica a korokon át” („Bosanska Dubica kroz vjekove“) című könyvében Husref Hadžialagić idéz, a képen az látható, hogy Dubicának körülbelül 200 háza volt, amelyek a dubicai erőd körül egymáshoz közel helyezkedtek el. A képen egy templom és négy mecset látható. A templom a városon kívül volt, míg a mecsetek az erőd körül sorakoztak. Az erőd az Una partján volt. Háromszög alakban épült, sarkain magas tornyok álltak, amelyeket falak kötöttek össze. Két torony a tengerparton, míg a harmadik délen helyezkedett el. Az egész erőd körül mély árkok voltak, amelyekbe az Una folyó vizét vezették.
A 18. század során Dubicán az osztrák és a török közigazgatás váltakozott. Az osztrákok 1687-ben foglalták el Dubicát, és az 1690-től 1692-ig terjedő időszak kivételével 1701-ig birtokolták. 1701-ben ismét török uralom alá került, ami egészen 1716-ig tartott, amikor is Dubicát ismét meghódította a Habsburg Birodalom. Dubica osztrák igazgatása egészen 1739-ig tartott, amikor a belgrádi béke Ausztria és Törökország között az Una és a Száva folyónál húzta meg a határt. Ez a béke azonban nem tartott sokáig, és már 1788-ban Ausztria ismét elfoglalta Dubicát. A következő években heves csaták folytak Dubica körül, ezért ezt az Oszmán Birodalom és Ausztria közötti háborút dubicai háborúnak nevezték. Az Oszmán Birodalom 1797-ben ismét meghódította Dubicát, amely az 1878-as berlini kongresszusig annak része maradt.

### A 20. században

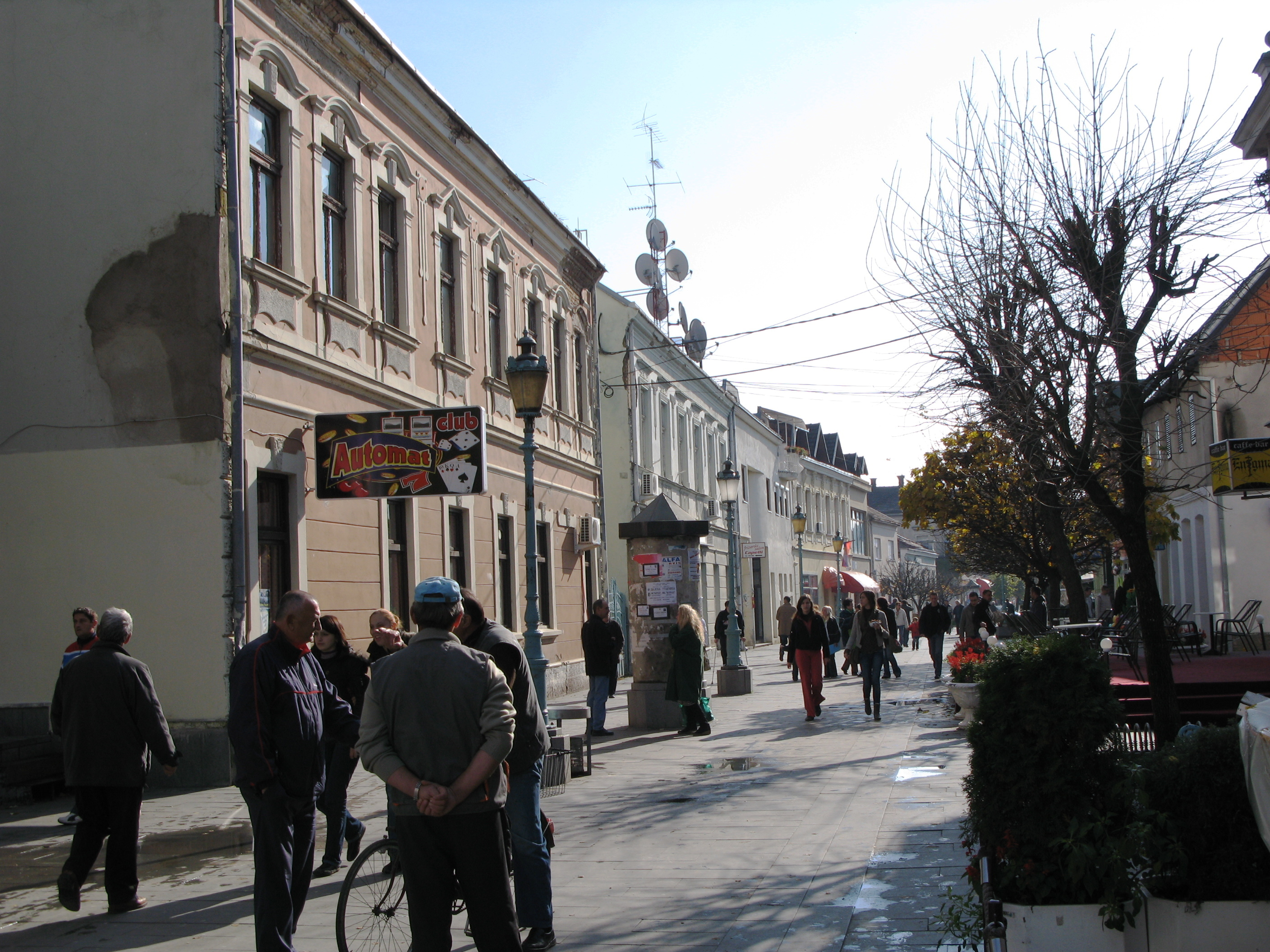
A belváros sétálóutcája

A település 1878-ig tartozott az Oszmán Birodalomhoz, ekkor a berlini kongresszus határozata alapján az Osztrák-Magyar Monarchia része lett. A monarchia szétesésével 1918-ben előbb a Szerb-Horvát-Szlovén Királyság, majd 1929-től a Jugoszláv Királyság része. Jugoszlávia megszállása után a falu a Független Horvát Állam (NDH) része lett. Amikor a települést az NDH megszállta, a területén létesíettték a jasenovaci usztasa koncentrációs táborrendszer egy részét, a Donja Gradina tábort. A 116 hektáros Donja Gradina táborban eddig 105 nagy méretű tömegsírt tártak fel. Egy szemtanú szerint az usztasák 1941. augusztus 17-én mintegy 180 szerbet deportáltak Bosanska Dubicáról és a környező falvakból Hrvatska Dubicára, és a szerb ortodox templomba zárták őket. A dubicai ortodox templomot lerombolták. 1945-től a település a szocialista Jugoszlávia része volt. A Bosznia-Hercegovinában zajló polgárháború idején a település a Boszniai Szerb Köztársaság része volt. 1995. szeptember 18-án és 19-én Kozarska Dubica község területét megtámadta a Horvát Köztársaság hadserege (Una 95 horvát hadművelet). Ezt a támadást a Boszniai Szerb Köztársaság hadserege és a helyi lakosság visszaverte. A daytoni békeszerződést követő területfelosztásnál a település a Szerb Köztársaság területéhez került.

## Kultúra

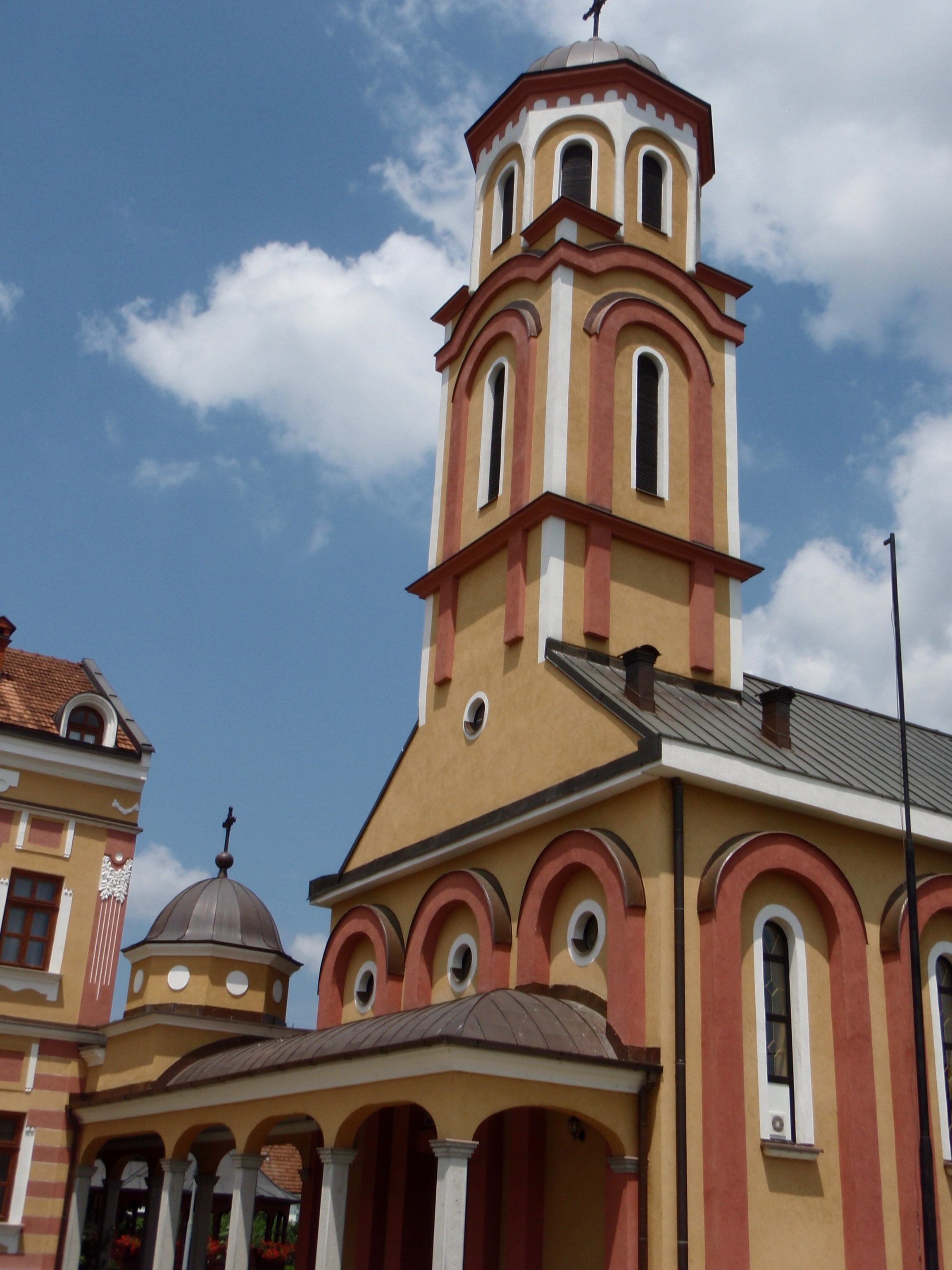
A Szent Péter és Pál ortodox templom

- KUD Milan Tepić kulturális és művészeti egyesület

- KUD Revival kulturális és művészeti egyesület

- Una folklóregyüttes

- Kozarska Dubicai Nemzeti Könyvtár

- „Mehmed Spahić” Ifjúsági könyvtár és olvasóterem

- „Višnjić” Kozarska Dubica szerb énekkar

## Oktatás
- „Sveti Sava” Általános Iskola

- „Vuk Stefanović Karadžić” Általános Iskola

- „Nikola Tesla” Középiskola

## Sport
- FK Borac Kozarska Dubica labdarúgóklub

- Knešpolje, Vazari és Obilić harcművészeti klubok

## Nevezetességei
- Szent Péter és Pál ortodox templom

- A városi dzsámi a 17. század elején épült. 1992-ben, a bosznia-hercegovinai háború idején lerombolták. A mecsetet felújították és 2003. augusztus 10-én nyitották meg.

- Alibašica Brdo – római település maradványai kerámia edénytöredékek és egy sötétkék üvegberakásos karkötő.[10]

- Dubica vára – középkori település maradványai erődfalakkal az Una jobb partján. A források szerint Dubica várát 1256-ban, IV. Béla oklevelében említik először.[10] A várat Dubica megyével együtt 1268-ban a Szlavóniát (a Drávától az Adriáig terjedő országrészt) kormányzó Béla herceg adta a templomosoknak. 1268 és 1538 között a templomos, majd a johannita lovagrend birtoka volt. Amikor 1788-ban Laudon csaászári generális serege kemény ostrommal elfoglalta a törököktől a vár komoly sérüléseket szenvedett. Az 1791-ben megkötött szvistovi békeszerződés értelmében vissza kell adni az Oszmán Birodalomnak. A város centrumában egykor létezett várat az 1878-as osztrák-magyar okkupációt követően bontották le. Mára felszíni nyoma nem maradt.[11]

## Fordítás
- Ez a szócikk részben vagy egészben  a(z)   Козарска Дубица című szerb Wikipédia-szócikk ezen változatának fordításán alapul.  Az eredeti cikk szerkesztőit annak laptörténete sorolja fel. Ez a jelzés csupán a megfogalmazás eredetét és a szerzői jogokat jelzi, nem szolgál a cikkben szereplő információk forrásmegjelöléseként.
- Ez a szócikk részben vagy egészben  a   Kozarska Dubica című bosnyák Wikipédia-szócikk ezen változatának fordításán alapul.  Az eredeti cikk szerkesztőit annak laptörténete sorolja fel. Ez a jelzés csupán a megfogalmazás eredetét és a szerzői jogokat jelzi, nem szolgál a cikkben szereplő információk forrásmegjelöléseként.